# Український правопис 2019 року
Украї́нський право́пис 2019 ро́ку — чинна редакція українського правопису, підготовлена Українською національною комісією з питань правопису. 22 травня 2019 року Кабінет Міністрів України схвалив нову редакцію правопису, а 30 травня 2019 року цей документ набув чинності.
Склад Української національної комісії, що підготував проєкт правопису, був затверджений постановою Кабінету Міністрів України від 17 червня 2015 року. До комісії ввійшли мовознавці з більшості регіонів України.
Нова редакція повернула до життя деякі особливості правопису 1928 року (так званого Харківського правопису), які були частиною української ортографічної традиції. При цьому комісія керувалася розумінням того, що й мовна практика українців другої половини XX — початку XXI ст. вже стала частиною української орфографічної традиції.
Для впровадження нової редакції до травня 2024 року тривав перехідний етап. Під час цього етапу кожна установа самостійно вирішувала як використовувати нову редакцію. Проте для Українського центру оцінювання якості освіти визначено 5 років для впровадження нових норм у тестах зовнішнього незалежного оцінювання. З 2025 року національний мультипредметний тест проводитимуть на основі чинної редакції українського правопису.

## Розробка та впровадження
Міністерство освіти та науки України з посиланням на НАН України пояснює, що правопис у попередній редакції загалом задовольняв потреби суспільства та його не можна вважати застарілим. Він потребував лише усунення окремих суперечностей, упорядкування, уточнення та доповнення відповідно до тих сучасних мовних тенденцій, які сформувалися в суспільстві. Це положення було визнане справедливим значною частиною учасників публічного обговорення нової редакції Українського правопису.
У своїй роботі Українська національна комісія з питань правопису керувалася такими засадами: необхідність збереження української орфографічної традиції; включення нових правописних правил, необхідних для достатньо вичерпної кодифікації мовних норм; відбиття основних змін у сучасній мовно-писемній практиці; формування правил написання нових запозичених слів, нових власних назв; усунення застарілих або неточних формулювань; уніфікація орфографічних норм.
Варіант проєкту, надрукований в електронному вигляді на 216 сторінках, був опублікований Міністерством освіти та науки України на сайті для громадського обговорення, що тривало зі 15 серпня до 15 вересня 2018 року. 13 вересня термін громадського обговорення був продовжений до 1 жовтня. Очікувалося, що робота над документом триватиме щонайменше до кінця 2018 року; члени комісії відмовлялися від коментарів. Утім, Максим Стріха, співголова комісії, поділився інформацією, що проєкт було ухвалено одностайно.

Правописна комісія заявила, що
«…повертає до життя низку особливостей „харківського“ правопису, поновлення яких має наукове підґрунтя. Беззастережно поділяючи думку про злочинний характер репресивних дій тоталітарного режиму щодо „харківського“ правопису та його творців, правописна комісія не може знехтувати тим, що мова народу розвивається разом із його історією та мовна практика українців 1930-х — 2010-х років також є частиною української орфографічної традиції» і «попри тривалі та напружені дискусії […] підсумкове голосування щодо проєкту нової редакції українського правопису було одностайним».
Громадське обговорення проєкту Українського правопису тривало до 1 жовтня 2018 року. Надійшло понад 500 пропозицій, зауважень і коментарів. 22 жовтня 2018 року відбулося підсумкове засідання Правописної комісії, на якому внесли деякі правки за результатами громадського обговорення. 24 жовтня на спільному засіданні президії НАН України та колегії МОН була заслухана доповідь голови Робочої групи з підготовки проєкту Українського правопису члена-кореспондента НАН України С. Я. Єрмоленко «Про нову редакцію Українського правопису»; проєкт правопису схвалено та рекомендовано після доопрацювання подати на затвердження до Кабміну.
22 травня 2019 року Кабінет Міністрів України схвалив нову редакцію правопису, а 30 травня 2019 року цей документ набрав чинності.
3 червня 2019 року остаточну редакцію було опубліковано на офіційних сайтах Міністерства освіти та науки та Національної академії наук. Отже, від 3 червня було рекомендовано застосовувати норми та правила нової редакції в усіх сферах суспільного життя.
Для впровадження нової редакції зараз триває перехідний етап. Під час цього етапу кожна установа самостійно приймає рішення щодо використання нової редакції. Проте для Українського центру оцінювання якості освіти визначено 5 років для впровадження нових норм у тестах зовнішнього незалежного оцінювання.
5 грудня 2019 року видавництво «Наукова думка» НАН України, як уповноважена установа, випустило у світ авторизоване видання нової редакції.

### Склад комісії з питань правопису
Склад Української національної комісії з питань правопису затверджено постановою КМУ від 17 червня 2015 р. № 416 «Про затвердження нового складу Української національної комісії з питань правопису». До неї ввійшли:
- Стріха Максим Віталійович — заступник Міністра освіти та науки України, співголова Комісії
- Пирожков Сергій Іванович — віцепрезидент Національної академії наук, академік Національної академії наук, співголова Комісії (за згодою)
- Гриценко Павло Юхимович — директор Інституту української мови Національної академії наук, професор, доктор філологічних наук, заступник співголови Комісії (за згодою)
- Скляренко Віталій Григорович — директор Інституту мовознавства імені О. О. Потебні Національної академії наук, академік Національної академії наук, заступник співголови Комісії (за згодою)
- Шевченко Лариса Леонідівна — завідувач відділу лінгвістики Українського мовно-інформаційного фонду Національної академії наук, кандидат філологічних наук, секретар Комісії (за згодою)
- Ажнюк Богдан Миколайович — завідувач відділу мов України Інституту мовознавства імені О. О. Потебні Національної академії наук, професор, доктор філологічних наук (за згодою)
- Гнатюк Лідія Павлівна — професор кафедри історії та стилістики української мови Інституту філології Київського національного університету імені Тараса Шевченка, доктор філологічних наук (за згодою)
- Голубовська Ірина Олександрівна — завідувач кафедри загального мовознавства та класичної філології Інституту філології Київського національного університету імені Тараса Шевченка, професор, доктор філологічних наук (за згодою)
- Городенська Катерина Григорівна — завідувач відділу граматики української мови Інституту української мови Національної академії наук, професор, доктор філологічних наук (за згодою)
- Єрмоленко Світлана Яківна — завідувач відділу стилістики та культури мови Інституту української мови Національної академії наук, член-кореспондент Національної академії наук (за згодою)
- Загнітко Анатолій Панасович — завідувач відділу інформатики Українського мовно-інформаційного фонду Національної академії наук, член-кореспондент Національної академії наук (за згодою)
- Калашник Володимир Семенович — професор кафедри української мови Харківського національного університету імені В. Н. Каразіна, доктор філологічних наук (за згодою)
- Ковалевська Тетяна Юріївна — завідувач кафедри української мови філологічного факультету Одеського національного університету імені І. І. Мечникова, професор, доктор філологічних наук (за згодою)
- Лучик Василь Вікторович — завідувач кафедри загального та слов'янського мовознавства Національного університету «Києво-Могилянська академія», професор, доктор філологічних наук (за згодою)
- Лучканин Сергій Мирославович — доцент кафедри загального мовознавства та класичної філології Інституту філології Київського національного університету імені Тараса Шевченка, доктор філологічних наук (за згодою)
- Масенко Лариса Терентіївна — професор кафедри української мови Національного університету «Києво-Могилянська академія», доктор філологічних наук (за згодою)
- Мовчан Павло Михайлович — голова Всеукраїнського товариства «Просвіта» імені Тараса Шевченка, заслужений діяч мистецтв України (за згодою)
- Півторак Григорій Петрович — завідувач відділу загальнославістичної проблематики та східнослов'янських мов Інституту мовознавства імені О. О. Потебні Національної академії наук, академік Національної академії наук (за згодою)
- Пономарів Олександр Данилович — професор кафедри мови та стилістики Інституту журналістики Київського національного університету імені Тараса Шевченка, доктор філологічних наук (за згодою)
- Попова Ірина Степанівна — декан факультету української й іноземної філології та мистецтвознавства Дніпровського національного університету імені Олеся Гончара, професор, доктор філологічних наук (за згодою)
- Скаб Мар'ян Стефанович — завідувач кафедри історії та культури української мови Чернівецького національного університету імені Юрія Федьковича, професор, доктор філологічних наук (за згодою)
- Тараненко Олександр Онисимович — провідний науковий співробітник Інституту мовознавства імені О. О. Потебні Національної академії наук, професор, доктор філологічних наук (за згодою)
- Чередниченко Олександр Іванович — професор кафедри теорії та практики перекладу з романських мов імені Миколи Зерова Інституту філології Київського національного університету імені Тараса Шевченка, доктор філологічних наук (за згодою)
- Чернюх Богдан Васильович — завідувач кафедри класичної філології Львівського національного університету імені Івана Франка, доцент, кандидат філологічних наук (за згодою)
- Широков Володимир Анатолійович — директор Українського мовно-інформаційного фонду Національної академії наук, академік Національної академії наук (за згодою).

## Основні зміни супроти правопису 1993 року
| Суть | Правопис 1993 року | Правопис 2019 року |
| --- | --- | --- |
| Написання слова «проєкт» і похідних                                                                                              | У слові траєкторія пишеться є; у словах проект, проекція й под. пишеться е. | Звук [j] звичайно передаємо відповідно до вимови іншомовного слова буквою й, а в складі звукосполучень [je], [ji], [ju], [ja] буквами є, ї, ю, я: <…> проє́кт, проє́кція <…> |
| Звук [j] | І, у (а також u німецького дифтонга eu) в позиції між двома голосними (в іноземній мові) в загальних назвах звичайно не передаються окремим знаком <… > але: Гойя, Савойя, Фейєрбах; також майя (народність), фойє. | Звук [j] звичайно передаємо відповідно до вимови іншомовного слова буквою й, а в складі звукосполучень [je], [ji], [ju], [ja] буквами є, ї, ю, я: бу́єр, конве́єр, пле́єр, фла́єр, круї́з, моза́їка, лоя́льний, парано́я, плея́да, роя́ль, саквоя́ж, секво́я, фая́нс, феєрве́рк, ін'є́кція, проє́кт, проє́кція, суб'є́кт, траєкторія, фоє́, є́ті, Гаї́ті, Го́я, Єйтс, Саво́я, Феєрба́х, Ма́єр, Кає́нна, Іса́я, Йога́нн, Рамбує́, Со́єр, Хая́м, Хеєрда́л, Юно́на. |
| Закінчення іменників на -ть після приголосного, а також слів кров, любов, осінь, сіль, Русь, Білорусь у родовому відмінку однини | — | Іменники на -ть після приголосного, а також слова кров, любо́в, о́сінь, сіль, Русь, Білору́сь у родовому відмінку однини можуть набувати як варіант закінчення -и: гід́ности, незале́жности, ра́дости, сме́рти, че́сти, хоро́брости; кро́ви, любо́ви, о́сени, со́ли, Ру́си́, Білору́си. |
| Відмінювання жіночих імен, що закінчуються на губний або м'який приголосний                                                      | — | Жіночі імена, що закінчуються на губний або м'який приголосний, відмінюємо: Ізабе́ль — Ізабе́лі, Ете́ль — Ете́лі, Жізе́ль — Жізе́лі, Міше́ль — Міше́лі, Ніко́ль — Ніко́лі, Сесі́ль — Сесі́лі, Зейна́б — Зейна́бі, Руф — Ру́фі. |
| И на початку слова | На початку слова пишеться і, а не и: ім'я́, інди́к, і́ній, і́нколи, і́ноді, і́нший, існува́ти, і́стина. | І пишемо на початку слова відповідно до вимови: Іва́н, і́грашка, і́дол, і́кати (‘вимовляти і замість и’), іко́на, іменува́ти, ім'я́, інди́к, і́ноді, іржа́, існува́ти, і́стина, іти́. Деякі слова мають варіанти з голосним и: і́рій і и́рій, і́род і и́род (‘дуже жорстока людина’). И пишемо на початку окремих вигуків (ич!), часток (ич який хитрий), дієслова и́кати (‘вимовляти и замість і’) та похідного від нього іменника и́кання. И на початку слова вживаємо в деяких загальних і власних назвах, що походять із тюркських та інших мов, відповідно до їх вимови в цих мовах: ийбен, ир, Ич-оба́, Кім Чен Ин. |
| Уживання літери ґ в іноземних іменах і прізвищах, де є звук [g]                                                                  | G і h звичайно передаються літерою г: <…> Ганнібал, Гейне, Гете, Гізо, Гомер, Горацій, Горн, Гюго, Магомет. | У прізвищах та іменах людей можна передавати звук [g] двома способами: шляхом адаптації до звукового ладу української мови — буквою г (Вергі́лій, Гарсі́я, Ге́гель, Гео́рг, Ге́те, Грегуа́р, Гулліве́р) і шляхом імітації іншомовного [g] — буквою ґ (Верґі́лій, Ґарсі́я, Ге́ґель, Ґео́рґ, Ґе́те, Ґреґуа́р, Ґулліве́р і т. ін.). |
| Буквосполучення th у словах грецького походження                                                                                 | Th залежно від того, як слово узвичаєне в українські мові, передається то літерою ф: арифметика, ефір, кафедра, логарифм, міф, орфографія, пафос, Федір, — то літерою т: бібліотека, ортодокс, ортопедія, театр, теорія; Тадей, Теодор. | Буквосполучення th у словах грецького походження передаємо звичайно буквою т: антоло́гія, антрополо́гія, апте́ка, а́стма, бібліоте́ка, католи́цький, теа́тр, тео́рія, ортодо́кс, ортопе́дія, Амальте́я, Промете́й, Те́кля, Таї́сія, Теодо́р. У словах, узвичаєних в українській мові з ф, можлива орфографічна варіантність на зразок: ана́фема і ана́тема, дифіра́мб і дитира́мб, ефі́р і ете́р, ка́федра і кате́дра, логари́фм і логари́тм, міф, міфоло́гія і міт, мітоло́гія, Агата́нгел і Агафа́нгел, Афі́ни і Ате́ни, Борисфе́н і Бористе́н, Демосфе́н і Демосте́н, Ма́рфа і Ма́рта, Фесса́лія і Тесса́лія та ін. |
| Буквосполучення au, ou | Дифтонги au, ou передаються переважно через ау, оу: аудиторія, аудієнція, гауптвахта, лауреат, локаут, пауза, фауна (але: мавзолей); джоуль, клоун; Джорджтаун, Каунас; Краузе, Паульсен, Фауст, Штраус; Воуверман, Шоу. Разом із тим у цілому ряді слів au передається через ав: автентичний, автобіографія, автомобіль, автор, авторитет, автохтон; Австралія, Австрія; Август, Аврора. | Буквосполучення au, ou на позначення звукосполучень [au] [ou] передаємо через ау, оу: аутса́йдер, гауптва́хта, ма́узер; Ка́унас; Кла́ус, Кра́узе, Па́уль, Фа́уст. У словах, що походять із давньогрецької та латинської мов, буквосполучення au звичайно передаємо через ав: автенти́чний, автобіогра́фія, автомобі́ль, а́втор, авторите́т, автохто́н, ла́вра, Авро́ра, Маврита́нія, Павло́. У запозиченнях із давньогрецької та латинської мов, що мають стійку традицію передавання буквосполучення au через ау, можливі орфографічні варіанти: аудіє́нція і авдіє́нція, аудито́рія і авдито́рія, лауреа́т і лавреа́т, па́уза і па́вза, фа́уна і фа́вна. |
| Написання пів із іменниками | Разом пишуться: … д) складні іменники з першою частиною пів-, напів-, полу-: піва́ркуша, півгоди́ни, півдю́жини, півкарбо́ванця, півко́ло, півмі́сяць, півогірка́, пів'я́блука, напівавтома́т, напівсо́н; полу́кіпок, полу́мисок. Примітка. Перед іменниками — власними назвами пів- пишеться через дефіс: пів-Євро́пи, пів-Ки́єва.                                                                     | Примітка. Невідмінюваний числівник пів зі значенням «половина» з наступним іменником — загальною або власною назвою у формі родового відмінка однини пишемо окремо: пів а́ркуша, пів годи́ни, пів відра́, пів мíста, пів огірка́, пів о́строва, пів я́блука, пів я́щика, пів я́ми, пів Євро́пи, пів Ки́єва, пів Украї́ни. Якщо пів із наступним іменником у формі називного відмінка становить єдине поняття і не виражає значення половини, то їх пишемо разом: піва́ркуш, пíвдень, півза́хист, півко́ло, півкýля, півмі́сяць, піво́берт, півова́л, піво́стрів. |
| Розширення списку префіксів, слова з якими пишемо разом                                                                          | авіа-, авто-, агро-, біо-, вело-, водо-, газо-, геліо-, гео-, гідро-, екзо-, екстра-, електро-, зоо-, ізо-, квазі-, кіно-, космо-, лже-, макро-, мета-, метео-, мікро-, мілі-, моно-, мото-, нео-, палео-, псевдо-, радіо-, рентгено-, соціо-, стерео-, супер-, теле-, термо-, турбо-, фоно-, фото- й под.                                                                                | абро-, авіа-, авто- («само», «автоматичний»), агро-, аеро-, аква-, алко-, арт-, астро-, аудіо-, біо-, боди-, боді- (перед голосним), веб-, геліо-, гео-, гідро-, дендро-, екзо-, еко-, економ-, етно-, євро-, зоо-, ізо-, іно-, квазі-, кібер-, мета-, метео-, моно-, мото-, нарко-, нео-, онко-, палео-, пан-, пара-, поп-, прес-, псевдо-, смарт-, соціо-, теле-, фіто-, фолк- (фольк-), фоно- та ін. Примітка. Якщо іншомовні частини приєднані до власної назви або абревіатури, то між ними ставимо дефіс: пан-Євро́па, псéвдо-Фа́уст; веб-API, псевдо-ФОП. |
| Написання деяких складних іменників                                                                                              | Через дефіс пишуться: … б) іменники, що означають державні посади, військові, наукові звання: генера́л-лейтена́нт, контр-адміра́л, прем'є́р-мініĭстр, у́нтер-офіце́р, член-кореспонде́нт, штабс-капіта́н; … 2) Складні іменники з першою складовою частиною віце-, екс-, лейб-, максі-, міді-, міні-, обер-: екс-чемпіо́н, лейб-ме́дик, ма́ксі-спідни́ця, мі́ні-футбо́л, о́бер-ма́йстер.                  | Разом пишемо: … 3) слова з першою іншомовною частиною, що визначає кількісний вияв чого-небудь (вищий від звичайного, дуже високий, слабкий, швидкий та ін.): архі-, архи-, бліц-, гіпер-, екстра-, макро-, максі-, міді-, мікро-, міні-, мульти-, нано-, полі-, преміум-, супер-, топ-, ультра-, флеш-: архіскладни́й, архішахра́й, архидия́кон, бліцнови́ни, бліцопи́тування, гіперзвýк, гіперма́ркет, екстракла́с, макромолéкула, макроеконо́міка, максіо́дяг, мідіо́дяг, мікроорганíзми, мікрохви́лі, мікрочасти́нка, мінібло́к, мініди́ск, мінікомп'ю́тер, мультимільйонéр, нанокомп'ю́тер, наночасти́нки, 35 полісахари́ди, полімотива́ція, преміумкла́с, суперма́ркет, супермодéль, супермо́дний, топмéнеджер, топмодéль, ультразвýк, ультрамодний, флешінтерв'ю. … Примітка 2. Частина топ- із числівниками не поєднувана. Примітка 3. Якщо такі іншомовні частини приєднані до власної назви або абревіатури, то їх пишемо з дефісом: Супер-Шмідт, мікро-ЕОМ, міні-ПК, флеш-BIOS; 4) слова з першою іншомовною частиною анти-, контр-, віце-, екс-, лейб-, обер-, штабс-, унтер-: антивíрус, віцепрем'є́р, віцеко́нсул, ексчемпіо́нка, ексмінíстр, експрезидéнт, контрадміра́л, контруда́р, лейбгвардíєць, лейбме́дик, оберма́йстер, оберофіцéр, оберлейтена́нт, оберпрокуро́р, штабскапіта́н, унтерофіце́р. Примітка 1. Із власними назвами та абревіатурами частини анти-, екс- пишемо з дефісом: «Анти-Дюринг»; екс-Югославія; анти-АВН, екс-НДР. |
| Написання сайтів, соціальних мереж, пошукових систем тощо                                                                        | — | … 7. Назви сайтів, мереж, пошукових систем тощо без родового слова пишемо з малої букви (тві́ттер, гугл); назви з родовим словом пишемо з великої букви та в лапках (пошукова система «Гугл», мережа «Фейсбу́к», енциклопе́дія «Вікіпе́дія», системи обміну повідомленнями «Вайбер», «Телеграм»); найменування сайтів, ужиті як назви юридичних осіб, пишемо з великої букви та без лапок (РНБО ввела санкції проти Яндексу). |
| Уточнення числівниково-літерних найменувань класів, будинків, корпусів, поштових відділень тощо                                  | Через дефіс пишуться: … є) літерні найменування паралельних класів у школах: 7-А, 10-В. | Через дефіс пишуться: … д) числівниково-буквені найменування класів, будинків, корпусів, поштових відділень та ін.: 7-А клас, 10-В клас, буди́нок № 28-Г, ко́рпус 3-А; Ки́їв-1. |

## Думка науковців
- Кандидат філологічних наук Олена Бросаліна схвалила зміни:

«Мені дуже сподобалося, що дуже мудре рішення ухвалили: дозволити паралельне вживання. Прихильники зможуть себе вільно почувати, а не прихильники зможуть зорієнтуватися, відчути смак нових слів, нових форм».
- Доктор філософських наук Арсен Зінченко:

«Україні потрібно було вже давно повернутися до своїх питомих засад в усіх царинах життя […] Я свої книжки давно вже пишу модернізованим варіантом правопису 1927 року».
- Кандидат філологічних наук із Вінницької академії неперервної освіти Тарас Ткачук вважав, що новий правопис укотре розділить людей, що українські громадяни, які вагалися, чи переходити на рідну мову, навряд чи наважаться на такий крок тепер, це ж стосуватиметься іноземців, які спробують вивчити українську; виникли ускладнення там, де мало б бути спрощення; усі автори підручників і посібників (а також редактори, коректори та інші) з моменту прийняття нової редакції правопису замість того, щоб працювати над змістом своїх робіт, почнуть відволікатися на кожному кроці на нові вимоги до правописних норм; виникнуть ускладнення для вчителів; будь-який пошук через ключові слова, які мають паралельні форми (як-от Афіни — Атени, ефір — етер), тепер ускладниться й уповільниться в кілька разів, що істотно зменшить кількість україномовних користувачів Інтернету, які перейдуть на російську чи англійську[27].
- Доцент кафедри української мови та прикладної лінгвістики Інституту філології імені Т. Г. Шевченка Вікторія Коломийцева:Я — не прихильниця того, щоб було багато винятків з правил. Тим більше — немотивованих. Правопис повинен таким чином організовуватися, щоб сприяти поліпшенню грамотності людей. А якщо люди «плутаються»: то через дефіс щось пишеться, то окремо — це не покращує загальну ситуацію і грамотність. І людям некомфортно. Навіть якщо це краще, ніж було, то для адаптації потрібен час. Все одно будуть проблеми — потрібно «перевчатися»[28].
- Доктор філологічних наук Олександр Пономарів, загалом, схвалив напрямок змін:

На жаль, у новій редакції «Українського правопису» не досягнуто всього, що я хотів, але те, чого досягнуто, я підтримую, бо ці зміни хоч частково повертають нашому правописові його національне обличчя.
- Доцент кафедри української мови та прикладної лінгвістики Інституту філології Київського національного університету імені Тараса Шевченка Сергій Різник критикував варіативність:

Правопис — це кодекс мовних законів і норм. Якщо він не буде чітким і строгим, а допускатиме вживання альтернативних форм слів, то це може підривати повагу й до інших законів, які регулюють уже не мовні норми, а юридичні чи суспільні. Можливо, до обговорення окремих правописних проблем варто було б залучити ширше коло фахівців і в підсумку ухвалити ті варіанти написання слів, які більше відповідають природним рисам мови і, на думку експертів, мають кращу перспективу щодо сприйняття більшістю мовців.
- Працівник Інституту мовознавства імені О. О. Потебні НАН України, кандидат філологічних наук Олександр Скопненко так пояснив головні зміни:

«Внесені зміни покликані передусім адаптувати іншомовну лексику, що з'явилася в українській мові. По-друге, нова редакція правопису повинна кодифікувати та повернути до активного вжитку правила, що здавна існували в українській мові».
- Доктор філологічних наук Микола Степаненко:

Ми говоримо про те, що найпослідовніше українську традицію віддзеркалював правопис 1928 року — «скрипниківський» або «харківський» правопис, то деякі норми 28 року повернено сюди. Зрозуміло, що не всі, хоч були сподівання на більше входження того, що колись було, повернення цих традицій.
- Доктор філологічних наук Анатолій Ткаченко позитивно поставився до вживання літери «ґ» в транслітерації прізвищ (Геґель), принаймні західних діячів, а також відтворення німецького дифтонга «ei» як «ай» (Ваймар, Ляйпціґ, Гайнріх Гайне)[30].
- Кандидат філологічних наук Юрій Шевчук вважав, що реформа все ще залишає українську мову в полі зросійщення:

Проєкт фактично продовжує совєтську політику розхитування української мови зсередини, уподібнення її до російської не у всьому, але за цілою низкою важливих моментів. Проєкт надто часто виявляє свою проросійську сутність.
- Професор Гарвардського та Колумбійського університетів Юрій Шевельов (Про критерії в питаннях українського офіційного правопису / Ю. Шевельов. Вибрані праці: У 2 кн. К., 2008. Кн. 1. Мовознавство. С. 498—510):

…у передачі грецького й західноєвропейського θ/th і η/е не є завданням правопису усунути непослідовність між, скажімо, бібліотека і Афіни.
Власне до впроваджених змін існували та існують наступні зауваження:
- Доктор філологічних наук Ірина Фаріон написала:

…давно назрілі пропозиції, що пов'язані з демосковізацією та десовєтизацією українського правопису, мають половинчастий характер через варіянтне вживання (інший / инший, Гегель / Геґель, аудиторія / авдиторія, ефір / етер, вікенд / Уельс, Вайнрайх / Гейне, Сідней / Сирія, бюст / б'ю, в кіно / в пальті, незалежності / незалежности), а деякі так і зостаються в радянсько-московській версії (матеріальний, імені — р. в. одн.). Позитивні новації (чи радше повернення позитиву) — це маленькі напів сміливі кроки, що, здається, і самих авторів змін налякали (проєкт, дієреза, рієлтор; -ай замість -ей в німецьких запозиченнях; трактування активних дієприкметників; розширення сфери кличного відмінка). Проте варіянтність — це, без сумніву, набагато краще ніж і далі питомій формі залишатися за бортом кодифікації.

## Судове оскарження
У червні 2019 року до Окружного адміністративного суду міста Києва надійшов позов щодо визнання недійсною та скасування Постанови Кабінету Міністрів України № 437 від 22 травня 2019 року «Питання українського правопису». Позов подав старший партнер адвокатського об'єднання «Константа» Дмитро Ільченко від імені учениці сьомого класу та її матері. На думку позивачів, Уряд, ухвалюючи зміни до правопису, вийшов за межі своїх повноважень, оскільки Закон України «Про засади державної мовної політики» (неофіційно відомий як «Закон Ківалова-Колесніченка») визнано неконституційним Рішенням Конституційного Суду України № 2-р/2018 від 28.02.2018 року, і відтоді Кабінет Міністрів України не наділений повноваженнями встановлювати норми українського правопису та порядок затвердження таких норм.
Аналогічний позов подала громадська організація «Правова держава» (адвокат — Ростислав Кравець).
28 січня 2021 року Окружний адміністративний суд міста Києва скасував Постанову КМУ про перехід на новий правопис
11 травня 2021 року Шостий апеляційний адміністративний суд скасував рішення Окружного адміністративного суду міста Києва.
22 травня 2024 року Верховний Суд України ухвалив рішення, яким підтвердив постанову Шостого апеляційного адміністративного суду від 11 травня 2021 року. Рішення ВСУ визначило, що Кабмін діяв у межах своїх повноважень, схваливши Український правопис у новій редакції. Постанова Верховного Суду набирає законної сили з дати її прийняття, є остаточною і оскарженню не підлягає.

## Критика
Письменник Андрій Кокотюха вважає, що правопис зробить вивчення української мови важчим: «Я прихильник того, аби громадяни України опанували українську мову взагалі. Бо норм старого правопису не дотримувалася половина населення. А частина тих, хто користується мовою в побуті, не знала про існування норм як таких. Я писатиму, як писав. Зрештою, у новому правописі передбачаються норми „і так можна, і так теж можна“. Якщо вже щось критичне, для того існують редактори, фахові мовники. Насправді ж оці новації відштовхнуть тих, хто лише почав через різні обставини користуватися українською. А частина носіїв просто іронізуватиме, як оце я».
Письменниця Марина Гримич піддала критиці фемінітиви: «Вживаю чоловічий рід не тому, що не поважаю прав жінок (якраз я постійно борюся художнім словом і нехудожнім ділом проти патріархатних атавізмів), а тому, що знаю, що так історично склалося в слов'янських мовах, що в багатьох випадках чоловічий рід семантично відіграє роль „унісекс“ і „гендерно нейтрального“. Це унікальна особливість і української мови. Люблю її. Вибачайте хто не згоден. Вишколені лінгвісти зрозуміють мене.»[джерело?].
Письменник Радій Радутний заявив, що не планує дотримуватися норм нового правопису[джерело?].

Колишній директор Українського центру оцінювання якості освіти Лікарчук Ігор Леонідович відгукнувся про правопис так:
Читаю усе це й думаю: а чи буду я особисто спілкуватися новітньо або, як казали Проня Прокопівна, «по-модньому», на кшталт «міністерка», «лікарка», «етер»? Доходжу висновку, що навряд чи це вдасться. Бо вважаю, що повернення до норм правопису 1919 року не є достатньо обґрунтованим рішенням. І таким, що на часі. Мабуть, добре мати ретро-автомобіль 1919 року. Щоб на ньому один чи два рази упродовж року хизуватися на якомусь шоу. Але щодня їздити на такому ретро-автомобілі навряд чи доцільно….
З 16 серпня по 7 вересня 2018 року, під час громадського обговорення проєкту правопису, вебсайт «Ізборник» провів серед своїх користувачів опитування щодо правописних змін, яке, втім, не є репрезентативним. Відкриту онлайн-анкету заповнили 3183 респондентів. Користувачі сайту прийняли зміни в правописі холодно (приміром, написання слова проєкт через літеру є підтримали лише 15 % користувачів «Ізборника»). Єдина пропозиція проєкту правопису, що була підтримана учасниками опитування зі значною перевагою (74 %), — написання з великої букви назв, пов'язаних із релігією. На питання про те, чи потрібна реформа правопису, відповіді «за» і «проти» також розділилися приблизно порівну. Вважають, що реформа потрібна, загалом 51 %; з них лише 22 % відповіли, що потрібна негайно, 29 % вважають, що потрібна, але не на часі. Майже половина учасників опитування відповіли, що реформа правопису не потрібна — 47 %.

## Публікації проєкту та затвердженого варіанту правопису

### Публікації проєкту
- Український правопис: проєкт (для обговорення) / Підготувала робоча група Української національної комісії з питань правопису. — Без вихідних даних. — 216 с. [Архівовано 30 січня 2022 у Wayback Machine.] (Опублікований 22 серпня 2018 року.)
- Український правопис: проєкт (для обговорення) / Підготувала робоча група Української національної комісії з питань правопису. — Без вихідних даних. — 216 с. (Опублікований 15 серпня 2018 року.)
- На сайті Міністерства освіти і науки України[48].

### Публікації затвердженого варіанту правопису
- Український правопис 2019 року / НАН України — Київ : Наукова думка, 2019. — 392 с. — ISBN 978-966-00-1728-3.
- Текст офіційного видання на сайті Інституту мовознавства ім. О. О. Потебні НАНУ.
- Нова редакція Українського правопису на сайті Українського мовно-інформаційного фонду